# Michael Barkun

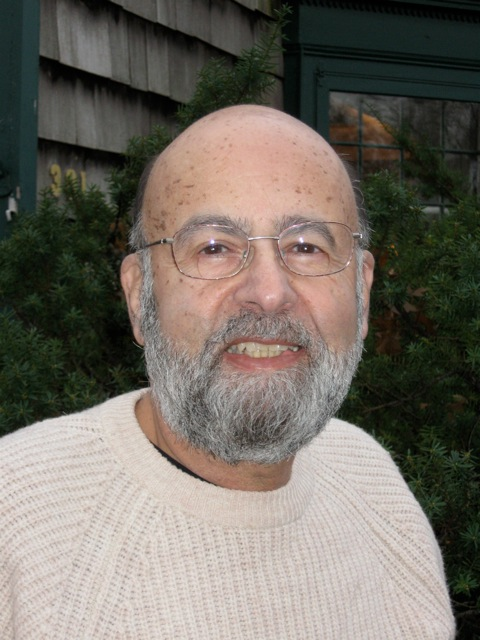
Michael Barkun

Michael Barkun (* 8. April 1938) ist emeritierter Professor der Politischen Wissenschaft an der Maxwellschule der Syracuse University, New York. 
Barkun schreibt über Millenarismus, politischen Extremismus und (früher) über Internationales Recht. Er gilt als Experte für die Christian-Identity-Bewegung.
Für seine Arbeit „Religion and the racist right“ wurde Barkun mit dem Myers Center Award ausgezeichnet; In der Laudatio hieß es wörtlich „[for]...outstanding work on intolerance in North America“.

## Publikationen
- Crucible of the millennium. The burned-over district of New York in the 1840s. Syrakuse University Press, Syracuse, N.Y. 1986, ISBN 0-8156-2371-2
- A culture of conspiracy. Apocalyptic visions in Contemporary America. UCP, Berkeley, Calif. 2003, ISBN 0-520-23805-2
- Disaster and the millennium. Yale University Press, New Haven, Conn. 1974, ISBN 0-300-01725-1
- Law without sanctions. Order in primitive societies and the world community, Yale University New Haven, Conn. 1968
- Project Megiddo, the FBI, and the Academic Community (2002)
- Religion and the racist right. The origins of the christian identity movement. University of North Carolina, Chapell Hill, N.C. 1994, ISBN 0-8078-4638-4 (Hardcover) und Paperback (ISBN 0807844519). Eine überarbeitete Auflage erschien 1997 als Hardcover (ISBN 0807823287) und Paperback (ISBN 0807846384).
- Religious Violence and the Myth of Fundamentalism. In: Totalitarian Movements and Political Religions 4, Heft 3 (2003), S. 55–70.